# Simplicia pachycera
Simplicia pachycera is een vlinder uit de familie spinneruilen (Erebidae). De wetenschappelijke naam is voor het eerst geldig gepubliceerd in 1910 door George Francis Hampson.
De soort komt voor in het Afrotropisch gebied.